# Biota (község)
Biota egy község Spanyolországban, Zaragoza tartományban. Biota Luesia, Ejea de los Caballeros, Sádaba és Uncastillo községekkel határos. Lakosainak száma 840 fő (2024).

## Népesség
A település népessége az utóbbi években az alábbiak szerint változott:
| Lakosok száma | 1218 | 1169 | 1135 | 1131 | 1073 | 1022 | 959  | 941  | 874  | 840  |
|               | 2001 | 2004 | 2007 | 2009 | 2012 | 2014 | 2017 | 2019 | 2022 | 2024 |